# Commodore x86LT
Commodore 286LT, 386LT und 486LT sind eine Serie von Laptops von Commodore, die in den späten 1980ern und frühen 1990er Jahren produziert wurden.

## Commodore 286LT
Der Commodore 286LT war mit 9"-LC-Monitor, einem sparsamen 80286-Prozessor, 1 MB RAM und einem 3,5"-Laufwerk ausgestattet. Er verfügte über einen Akku. Die Festplatte (Conner) hatte 20 MB.
Der Bildschirm konnte 32 Graustufen anzeigen, ein VGA-Monitor konnte angeschlossen werden.

## Commodore 386LT
Dieser Laptop war baugleich mit dem 286LT, nur dass er mit einem Intel 80386 SX und einer größeren Festplatte ausgestattet war.

## Commodore 486LT
Dieses Modell war bis auf den Prozessor (Intel 80486 SX) baugleich mit den Vorgängermodellen.